# Belvaux (Luxemburg)
Belvaux (Luxemburgs: Bieles, Duits: Beles) is een plaats in de gemeente Sanem en het kanton Esch-sur-Alzette in Luxemburg.
Belvaux telt 5117 inwoners (2001) en is gericht op de aangrenzende stad Esch-sur-Alzette.

## Sport
In 2017 vond het WK veldrijden plaats in Belvaux.

## Foto's

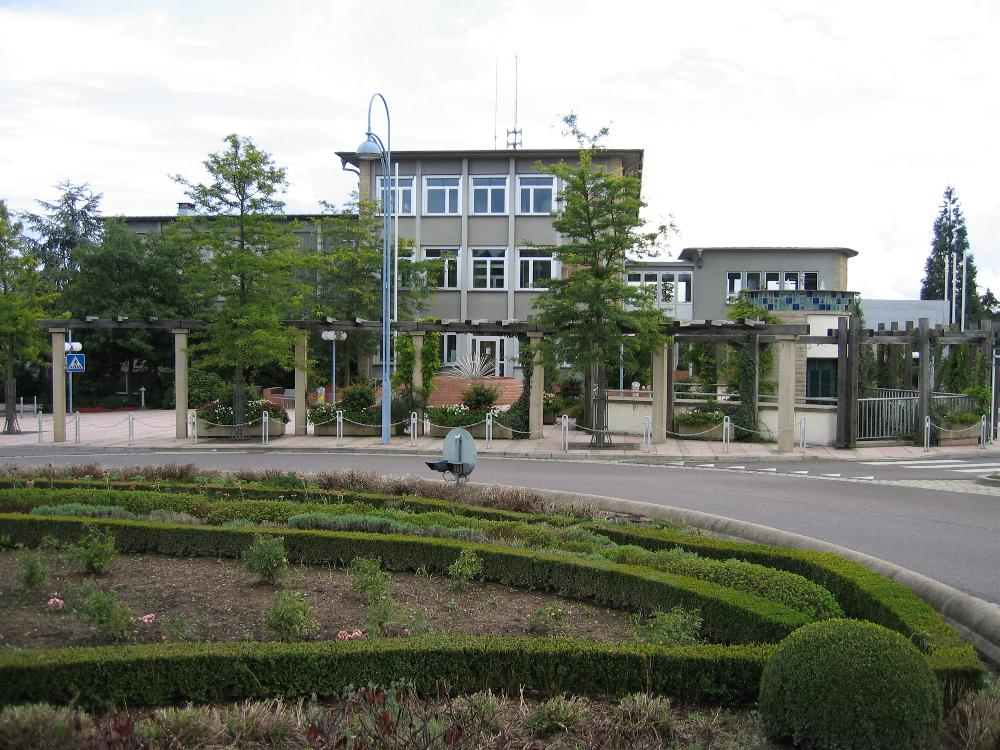
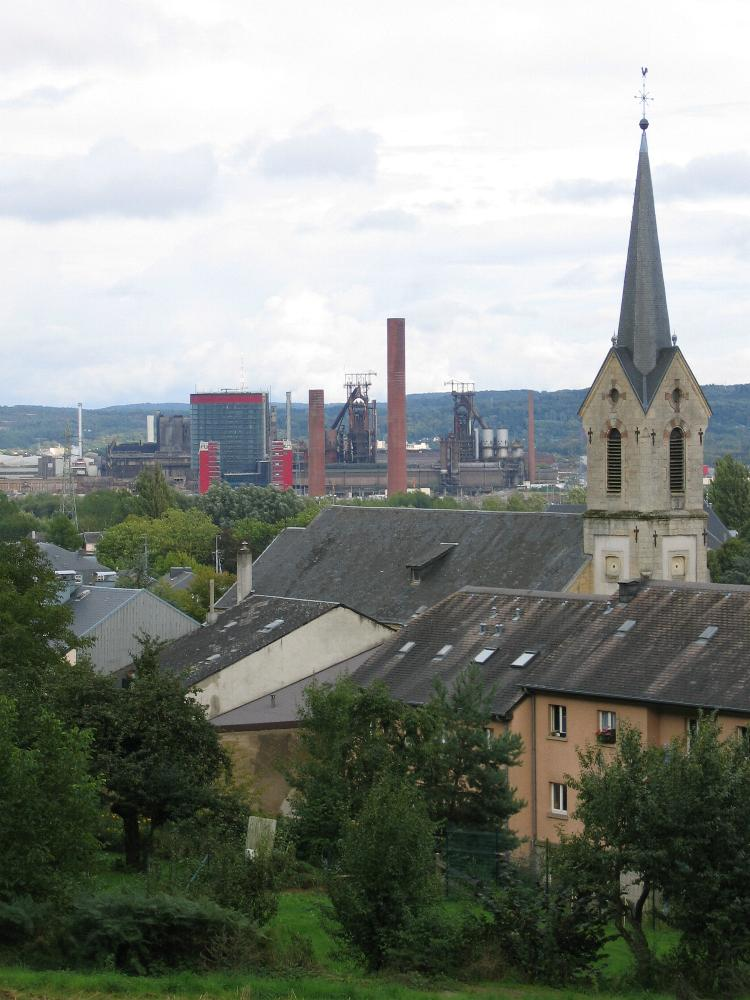
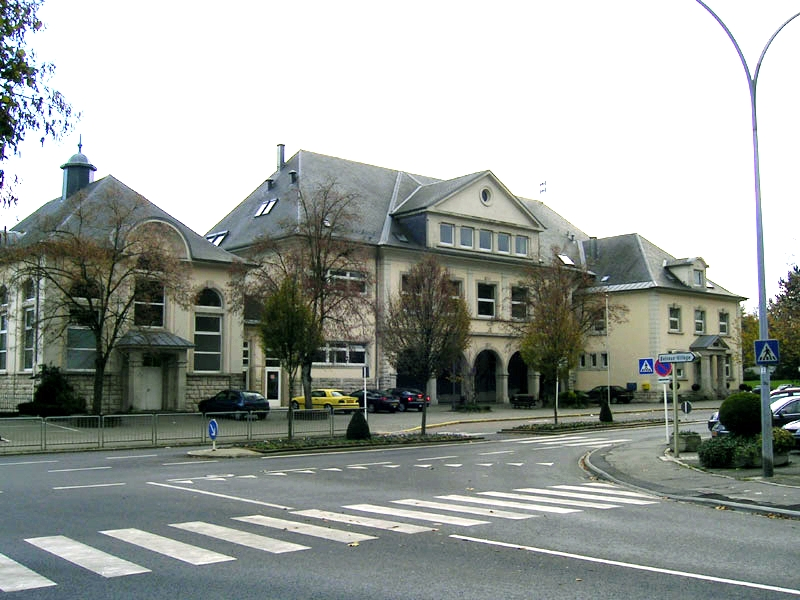

Belvaux · Ehlerange · Sanem · Soleuvre

Luxemburgse gemeenten · Kanton Esch-sur-Alzette · Luxemburg